# Mokuso
Mokuso (黙想, Mokusō) é o termo típico das disciplinas do budô que se refere à meditação. Desta feita, os praticantes das artes marciais japonesas, antes e depois de serem realizadas as aulas, são exortados a um momento de reflexão. É uma prática dos treinos de aiquidô, caratê, judô, entre outras.
A prática é conectada à tradição zen, pela qual os estudantes, antes de começar a lidar com sua arte, devem limpar a mente de influências, devem liberar todo o espaço da consciência para absorver os conhecimentos. De igual modo, após os treinamentos, deve-se deixar fluir os pensamentos e fixar o que se estudou. Contrario sensu, liberar a mente após os estudos significa melhorar o aprendizado.
O início da prática, a depender tanto da modalidade quanto da linhagem, altera-se: pode-se dar com um chamado formal ou apenas decorrer do silêncio. Costuma-se fechar os olhos ou divagar "pelo infinito" e varia também a posição das mãos, pero a postura é feita em seiza. Controla-se uma respiração, feita com o tanden. O fim também é variável, dá-se por um bater de palmas, uma reverência, um comando vocal etc.